# Greyson Chance
Greyson Michael Chance (ur. 16 sierpnia 1997 w Wichita Falls) – amerykański piosenkarz, autor tekstów oraz pianista.

## Życiorys

### Rodzina
Greyson Chance jest najmłodszym dzieckiem Scotta i Lisy Chance. Ma dwójkę starszego rodzeństwa, siostrę Alexę i brata Tannera, którzy także zajmują się muzyką. Ma angielskie, niemieckie oraz w 1/8 czeskie i polskie pochodzenie.

### Kariera
W wieku ośmiu lat podjął naukę gry na fortepianie. Pod koniec kwietnia 2010 opublikował w serwisie YouTube nagranie ze swojego występu podczas festiwalu szkolnego, na którym zaśpiewał cover piosenki „Paparazzi” Lady Gagi. Filmik stał się internetowym hitem i zdobył ponad 59 mln wyświetleń. O wykonawcy wspomniała między innymi Ellen DeGeneres, która zaprezentowała fragment występu w swoim talk-show oraz zaprosiła nastolatka do swojego programu.
W 2011 ukazała się jego debiutancka płyta studyjna zatytułowana Hold On ’Til the Night. W tym samym roku wystąpił gościnnie w serialu Z innej beczki, na którego potrzeby zaśpiewał utwór „Waiting Outside the Lines”. Gościnnie wziął udział w serialach Raising Hope i Glee.

### Życie prywatne
19 lipca 2017 ujawnił za pośrednictwem mediów społecznościowych, że jest gejem.

## Dyskografia

### Albumy studyjne
| Rok  | Album                  | Pozycja |
| Rok  | Album                  | US      |
| ---- | ---------------------- | ------- |
| 2011 | Hold On ’Til the Night | 29      |

### Single
| Rok  | Singiel                     | Pozycja |
| Rok  | Singiel                     | US Heat |
| ---- | --------------------------- | ------- |
| 2010 | "Waiting Outside the Lines" | 12      |
| 2011 | "Unfriend You"              | —       |
| 2011 | "Hold On ’Til the Night"    | —       |
| 2013 | "Sunshine & City Lights"    | —       |
| 2015 | "Meridians"                 | —       |
| 2015 | "Afterlife"                 | —       |

### Teledyski
| Rok  | Piosenka                    | Reżyser       |
| ---- | --------------------------- | ------------- |
| 2010 | "Waiting Outside the Lines" | Sanaa Hamri   |
| 2011 | "Unfriend You"              | Marc Klasfeld |
| 2016 | "Back on the Wall"          | Rage          |

## Nagrody i wyróżnienia
| Rok  | Kategoria                  | Nagroda                  | Rezultat  |
| ---- | -------------------------- | ------------------------ | --------- |
| 2010 | Wybór internetowej gwiazdy | Teen Choice Awards       | Nominacja |
| 2010 | Ikona przyszłości          | J-14 Teen Icon Awards    | Nominacja |
| 2010 | Artysta z YouTube          | Hollywood Teen TV Awards | Wygrana   |
| 2011 | Ulubiony teledysk          | People's Choice Award    | Nominacja |